# Aeolernis theatrica
Aeolernis theatrica är en fjärilsart som beskrevs av Edward Meyrick 1914. Aeolernis theatrica ingår i släktet Aeolernis och familjen praktmalar, Oecophoridae. Inga underarter finns listade i Catalogue of Life.